# Philocaenus rasplusi
Philocaenus rasplusi är en stekelart som beskrevs av Van Noort 1994. Philocaenus rasplusi ingår i släktet Philocaenus och familjen fikonsteklar.
Artens utbredningsområde är Gabon. Inga underarter finns listade i Catalogue of Life.